# 豊洲出入口

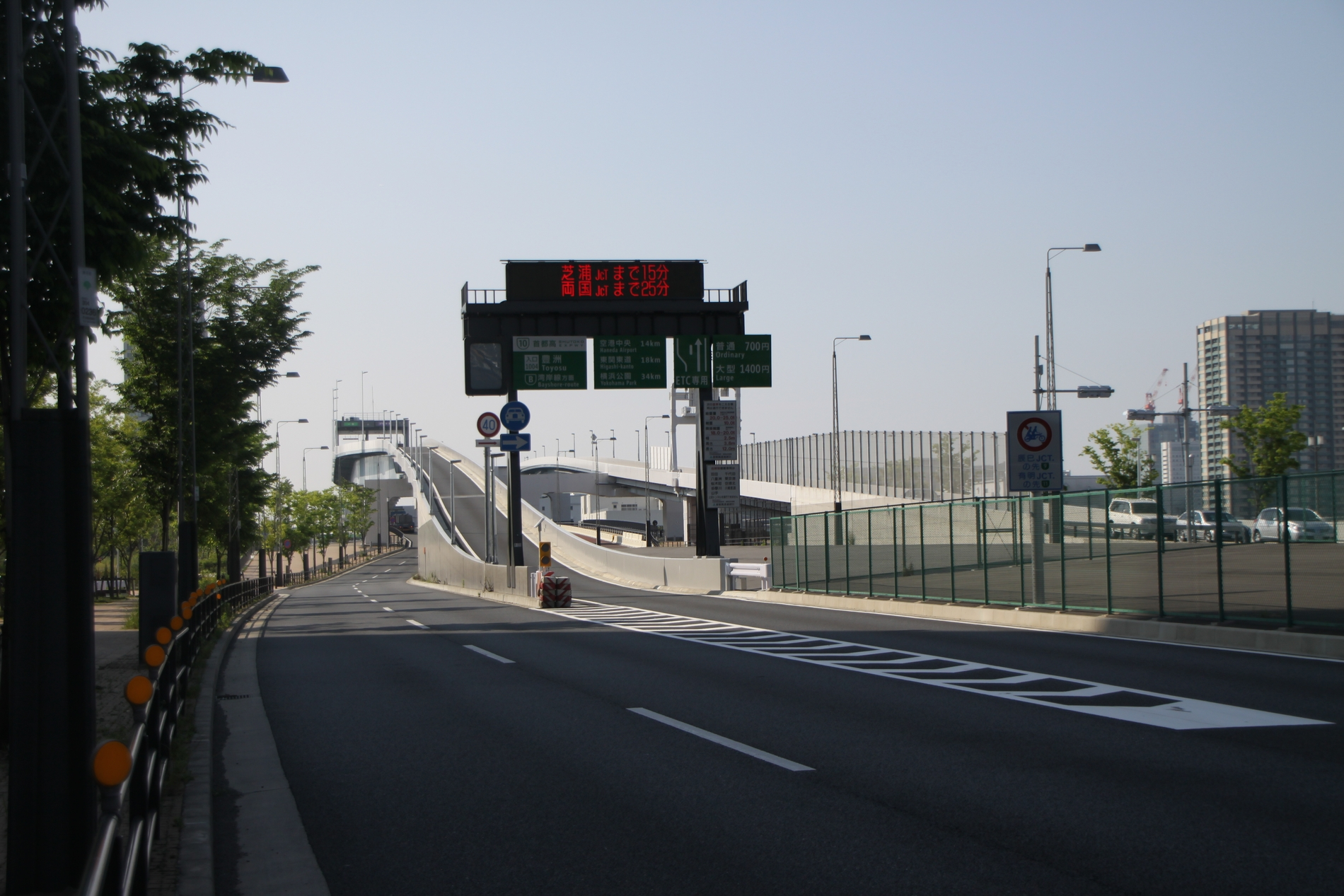
豊洲入口

豊洲出入口（とよすでいりぐち）は、東京都江東区にある首都高速道路10号晴海線の出入口である。東雲JCT方面出入口のみのハーフインターチェンジとなっている。利用明細書の出入口料金所番号では「012440」と表示される。

## 沿革
- 2009年（平成21年）2月11日 - 10号晴海線開通に伴い供用開始。
- 2013年（平成25年）4月1日 - 自動精算機を設置（首都高では最初の設置事例となる）[1]。
- 2018年（平成30年）3月10日 - 晴海出入口 - 豊洲出入口間開通[2]。

## 接続する道路
- 東京都道304号日比谷豊洲埠頭東雲町線（有明通り）

## 周辺
- 新豊洲駅（ゆりかもめ）
- 豊洲市場
- 晴海大橋
- 東京電力パワーグリッド新豊洲変電所・テプコ豊洲ビル
- SKYZ TOWER&GARDEN
- 豊洲駅

## 料金所
- レーン数：2
  - ETC専用：1
  - 一般：1

## 隣
首都高速10号晴海線
(1002)晴海出入口 - (1004)豊洲出入口 - 東雲JCT